# 12031 Kobaton
12031 Kobaton este un asteroid din centura principală de asteroizi.

## Descriere
12031 Kobaton este un asteroid din centura principală de asteroizi. A fost descoperit pe 30 ianuarie 1997 la Chichibu de Naoto Satō. Asteroidul prezintă o orbită caracterizată de o semiaxă mare de 2,34 ua, o excentricitate de 0,15 și o înclinație de 9,9° în raport cu ecliptica.